# Глибоке (Кременчуцький район)
Глибоке —  село в Україні, у Глобинській міській громаді Кременчуцького району Полтавської області. Населення становить на 1 січня 2011 року становить 58 осіб. До 2020 орган місцевого самоврядування — Заможненська сільська рада.

## Географія
Село розташоване за кілометр від правого берега річки Псел, вище за течією на відстані 0,5 км розташовано село Глибока Долина, нижче за течією на відстані 1 км розташовано село Заможне.

## Історія
12 червня 2020 року, відповідно до розпорядження Кабінету Міністрів України № 721-р «Про визначення адміністративних центрів та затвердження територій територіальних громад Полтавської області», село увійшло до складу Глобинської міської громади.
19 липня 2020 року, в результаті адміністративно - територіальної реформи та ліквідації Глобинського району, село увійшло до складу новоутвореного Кременчуцького району.

## Населення
Населення станом на 1 січня 2011 року становить 58 осіб.
- 2001 — 88
- 2011 — 58

### Мова
Розподіл населення за рідною мовою за даними перепису 2001 року:
| Мова       | Кількість | Відсоток |
| ---------- | --------- | -------- |
| українська | 83        | 94.32%   |
| російська  | 5         | 5.68%    |
| Усього     | 88        | 100%     |